# Copaifera salikounda
Copaifera salikounda is een soort uit de vlinderbloemenfamilie (Leguminosae). Het is een groenblijvende boom die tot 40 meter hoog kan worden, met een stam tot meer dan 1 meter in diameter en 3 meter in omtrek. De soort staat op de Rode Lijst van de IUCN geklasseerd als 'kwetsbaar'.
De soort komt voor in de tropische delen van West- en westelijk Centraal-Afrika. De soort groeit in groenblijvende regenwouden, in vochtige laagland en ook op hellingen tot op 950 meter hoogte.
De plant wordt uit het wild geoogst vanwege de hars en het hout. Het spinthout is wit en wanneer het vers gesneden is, zweet het langzaam een zoetgeurende kopal uit. Deze hars verhardt tot een vernis. Het kernhout is roodbruin. Het hout is van goede kwaliteit en wordt veel gebruikt voor hoogwaardige meubelen, schrijnwerk, vloeren, licht timmerwerk en dergelijke.